# Ростислав Блъсков
Ростислав Владимиров Блъсков е български политик, бивш кмет на Русе.

## Биография
Роден е в Шумен в родолюбиво възрожденско семейство, взело участие в борбите против османските поробители. Завършва средно образование във Варна, а след това право в Софийския университет. Работи няколко години в родния си град, а от 1911 г. се установява в Русе, където постъпва като юрисконсулт в общината.
На проведените на 7 декември 1919 г. общински избори мнозинство печели БКП (т.с.). А на 20 декември за кмет е избран техният представител Ростислав Блъсков. Той има зад гърба си 8-годишна практика като общински юрисконсулт и е един от най-компетентните хора в Русе по въпросите за общинското управление. Придържа се към политическата линия на своята партия, а неговата лична принципност и честност печелят почитта и доверието не само на приятелите, но и на противниците му от останалите партии.
Придържайки се към принципните постановки на партийната си общинска програма, русенската комуна под негово ръководство изготвя многократно по-големи бюджети за 1920 и 1921 г. в сравнение с 1919 г. Това се постига чрез 10% конфискация на печалбите, натрупани по време на войната, обезщетение от държавата за повредите, причинени от преминаващите армейски части на общинските имоти – улици, паркове, градини и други, повишават се различните общински такси и т.н. Това довежда до изостряне отношенията с централната власт и бюджетите за тези години са радикално намалени. Общинският съвет взема решение да се раздадат учебници и учебни пособия на всички ученици от началните и прогимназиалните училища, за които се грижи общината. Културната политика на управата е да се издигне ролята на градския театър като най-важно духовно средище за гражданите. От 1920 г. театърът минава на пълна общинска издръжка. Значително се увеличават общинските субсидии за ремонт на театралния салон, за реквизит, а артистите се ползват от всички социални придобивки като общински служители. Така въпреки оскъдните си бюджетни средства, русенското кметство успява да поддържа жива културната традиция на града, за да не угасне тя в най-трудните години на следвоенната криза.
Ростислав Блъсков умира внезапно в разцвета на силите си.